# Samah Jabr
Samah Jabr (en árabe سماح جبر) (Jerusalén, 8 de agosto de 1976) es una psiquiatra, psicoterapeuta y escritora palestina de Jerusalén. Desde 2016, es jefa de la Unidad de Servicios de Salud Mental de Cisjordania y ha publicado artículos sobre las consecuencias psicológicas de la ocupación israelí en Palestina desde la década de 2000.. Inspirada en el psiquiatra anticolonial Frantz Fanon, sus áreas de interés incluyen la salud mental, el colonialismo y los derechos humanos universales.

## Trayectoria
Nació en una familia jerosolimitana el 8 de agosto de 1976. Creció como una residente sin derecho de ciudadanía. Ha convivido con la ocupación militar y ha podido ver el impacto que tienen en el bienestar psicológico de los palestinos situaciones como el encarcelamiento o la destrucción de sus hogares. Se licenció en la Universidad Al-Quds (Jerusalén) en 2001, formando parte de la primera promoción de la Facultad de Medicina. Recibió formación avanzada en psiquiatría en Francia y el Reino Unido, así como en investigación clínica en Estados Unidos. Se especializó en psicoterapia y se formó en el Instituto Psicoanalítico Israelí de Jerusalén. Es una de las veintidós psiquiatras que ejercen en Cisjordania para una población de 2,5 millones de personas y una de las primeras mujeres palestinas en esta profesión.
Es directora médica palestina de la Palestinian Medical Education Initiative (PMED), y ejerce como psiquiatra y psicoterapeuta en los sectores privado y público. Sus investigaciones se publican en revistas palestinas e internacionales revisadas por pares. Es coautora, junto con la psiquiatra infantil estadounidense Elizabeth Berger, de un estudio centrado en la "transferencia y contratransferencia clínicas a través de la división israelí-palestina" y otro sobre "la supervivencia y el bienestar del pueblo palestino bajo la ocupación".
Ha impartido clases en varias universidades palestinas y es supervisora en la Universidad George Washington (Washington). Es becaria del Center for Science and Policy  (Universidad de Cambridge). Trabaja como consultora y formadora para la Oficina de las Naciones Unidas contra la Droga y el Delito (ONUDD), Save the Children y Médicos Sin Fronteras (MSF).
Voluntaria del Comité Público contra la Tortura en Israel (PCATI), Jabr contribuye a establecer informes basados en los testimonios de las víctimas. En el documental Beyond the Frontlines: Tales of Resistance and Resilience in Palestine (Alexandra Dols, 2017, Francia), explica que el objetivo es que los autores sepan que sus actos de tortura son conocidos, denunciados y archivados, para que rindan cuentas.
Ha sido invitada habitual de la emisora de radio palestina Nisaa FM y del canal Panarab Al Araby, donde ha sido entrevistada sobre temas como la salud mental, los derechos de las personas con necesidades especiales, la marginación y los abusos.
Ha publicado columnas en el Washington Report on Middle East Affairs y en el Middle East Monitor.  Su perspectiva es que "la ocupación israelí no es solo una cuestión política, sino un problema de salud mental".
También ha sido invitada por organizaciones de apoyo al pueblo palestino en Francia, como la asociación local Les amis de Jayyous, así como por la France-Palestine Solidarité (AFPS) y la Union juive française pour la paix (UJFP). Instituciones como la Escuela de Estudios Orientales y Africanos (SOAS). el Tavistock & Portman NHS Foundation Trust y el Institut de Recherche et d'Études Méditerranée Moyen-Orient (iReMMO, París) han contado con ella como ponente. Según Jabr, y de acuerdo con las opiniones de Fanon, uno de los principales retos de la lucha palestina por la liberación nacional es la necesidad de construir "una comprensión y una cultura psicológicas que puedan liberar las mentes del pueblo, paralelamente a la liberación de la tierra".

## Perspectivas seleccionadas

### Suicidio y sacrificio
Jabr distingue entre el acto de suicidio, impulsado por la desesperación, y el acto de sacrificio, atraído por la esperanza.
Las acciones suicidas suelen ser egocéntricas porque la chispa de la vida del individuo ha perdido su significado en términos interpersonales. Por el contrario, la persona abnegada -incluso en el camino de la muerte- puede estar llena de esperanza, de hecho, tal vez demasiado. El acto de autosacrificio suele implicar una dedicación altruista a los demás y un afán por mejorar sus posibilidades futuras. Su esperanza es apagar su propia alma al servicio de dar luz a los demás e iluminar el camino que les espera.
En cuanto a las estadísticas de salud mental de Palestina, y a los datos sobre el trastorno de estrés postraumático en concreto, Jabr cuestiona la metodología y las definiciones dadas por la Organización Mundial de la Salud. "Es importante desarrollar sus propios estándares de salud mental", dice.

### Privilegio colonial
En diciembre de 2017,  hizo un llamamiento a la Asociación Internacional de Psicoanálisis y Psicoterapia Relacional (IARPP), solicitando que reconsideraran la ubicación de su conferencia anual de 2019, Tel Aviv. Tal evento internacional, argumentó, "protege a Israel de la exposición pública de sus atrocidades". La junta de la IARPP no quiso escuchar sus argumentos.
"En un sentido estricto, no somos una organización política", afirman los dirigentes de la IARPP, lo que les permite permitirse el lujo de distanciar su experiencia psicológica de la ocupación y, al mismo tiempo, consumir los privilegios de esta. Para los palestinos, no existe tal lujo; la ocupación que nos priva de nuestros seres queridos, espía nuestras relaciones privadas, nos despoja de nuestras ropas, nos roba años de nuestras vidas, nos priva de nuestra salud y nos enfrenta a continuas penas y humillaciones, es en todos los sentidos muy personal y muy psicológica. Sólo los que están del lado de los poderosos se empeñan en ignorar la relación dialéctica entre lo psicológico y lo político.
La posición de la IARPP desencadenó una petición, iniciada y difundida junto con la  Jewish Voice for Peace (JVP). Un grupo de médicos de salud mental palestinos con ciudadanía israelí hicieron un llamamiento a la IARPP directamente, así como más de 30 miembros de la organización israelí Psicoactivos - Profesionales de la Salud Mental por los Derechos Humanos (hebreo: פסיכואקטיב - אנשי ונשות בריאות הנפש למען זכויות אדם).

### Responsabilidad
En noviembre de 2015, Jabr lanzó un llamamiento a los profesionales de la salud mental de todo el mundo para que se pusieran del lado del pueblo palestino, junto con la Red de Salud Mental Palestina del Reino Unido y Estados Unidos. La petición es un recordatorio de que su comunidad profesional tiene la misión de "promover la integridad del individuo", y que "las condiciones previas para ello son la justicia social y el disfrute de los derechos humanos universales").
Hacemos un llamamiento a los profesionales de la salud mental para que se comprometan con la solidaridad sociopolítica con el pueblo de Palestina como posición terapéutica. Dedicarnos a este trabajo mientras dure la ocupación nos dará la visión que necesitaremos en el futuro, como facilitadores implicados en el proceso de reconciliación. Sentar las bases de la implicación durante un tiempo de crisis nos prepara para participar en una resolución de la crisis que traerá una auténtica reparación, justicia y plenos derechos civiles para el pueblo de Palestina.

## Reconocimientos
La investigación de Jabr en bioquímica recibió el premio del Instituto Médico Howard Hughes en 1998. En 1999, se benefició del Programa de Mujeres en la Ciencia y la Ingeniería (WiSE) de la Universidad Estatal de Iowa y posteriormente recibió una beca de la Fundación Harvard de Dubái para la Investigación Médica (DHFMR) en 2014. Es becaria del Centro de Ciencia y Política de la Universidad de Cambridge.
En 2001, recibió el Premio Media Monitors Network por sus artículos sobre la Segunda Intifada y fue elegida "Personalidad del Año" por los lectores del sitio web musulmán francés Oumma.com en 2015.

## Visibilidad
Jabr aparece retratada en el largometraje documental Beyond the Frontlines: Tales of Resistance and Resilience in Palestine (2017), de la directora francesa Alexandra Dols. La película recibió el premio Sunbird al mejor documental en el festival palestino Days of Cinema. Beyond the Frontlines introduce a su público en el sumud (árabe: صمود), un concepto cercano y diferente a la vez al de resiliencia. Jabr destacó que esta palabra ha sido utilizada por los palestinos desde su lucha contra la ocupación británica. Describió la resiliencia como "orientada a un estado de ánimo" mientras que sumud incluye también "una orientación a la acción". Sumud significa "mantener un desafío firme a la subyugación y la ocupación", y tiene una dimensión colectiva decisiva, pues también sugiere "mantener [...] la solidaridad moral y social".
También aparece en otros dos documentales. En Afterward (2018), dirigida por la psicoanalista Ofra Bloch que, nacida en Jerusalén y afincada en Nueva York, se enfrenta a sus propios sentimientos y a las tensiones entre el genocidio de los judíos europeos y la expulsión de los palestinos de su tierra en 1948, conocida como la Nakba. Y en Fanon, hier, aujourd'hui (2018), donde el director franco-argelino Hassane Mezine explora la vida y el legado de Frantz Fanon, entrevistando a activistas pasados y contemporáneos que han luchado contra la injusticia en varios países del mundo.
El libro Tras los frentes: crónicas de una psiquiatra y psicoterapeuta bajo ocupación presenta una colección de artículos de Jabr. Tal y como escribe Carmen Diez Salvatierra en una reseña para El Salto, "Samah denuncia en estas crónicas las múltiples violencias sistemáticas a las que está expuesto el pueblo palestino, lo que provoca un problema de salud mental generalizado. Para ella, la tierra palestina no podrá liberarse si no se liberan las mentes de su pueblo, si no se pone la vida en el centro. Su testimonio [...] propone una mirada crítica de la ocupación ahondando en el trauma colectivo, la colonización cultural y psicológica y las estrategias israelíes de deshumanización progresiva del pueblo palestino". En otra reseña, el periódico Le Monde diplomatique afirmó que Jabr "basándose en sus observaciones clínicas y nutriéndose de Frantz Fanon, nos permite ver el alcance de las patologías que afectan al individuo y amenazan la cohesión social, como consecuencia directa del 'reino del absurdo asesino' impuesto pero la potencia ocupante".

## Obra
- 2022 - Tras los frentes: crónicas de una psiquiatra y psicoterapeuta palestina bajo ocupación, Editorial Hojas Monfíes, ISBN 9788412496352. Originalmente en francés, Derrière les fronts. Chroniques d'une psychiatre psychothérapeute palestinienne sous profession (PMN Editions e Hybrid Pulse, 2018).[38]